# Lymeon ingenuus
Lymeon ingenuus là một loài tò vò trong họ Ichneumonidae.